# Volkswagen Golf GTI
Volkswagen Golf GTI — це спортивна версія автомобіля німецького концерну Volkswagen AG — Volkswagen Golf.
Перший Volkswagen Golf GTI виготовлений у 1975 році. З тих пір, за підрахунками фольксвагенівців продано понад 1,7 млн автомобілів.

## Перше покоління (1976–1983)

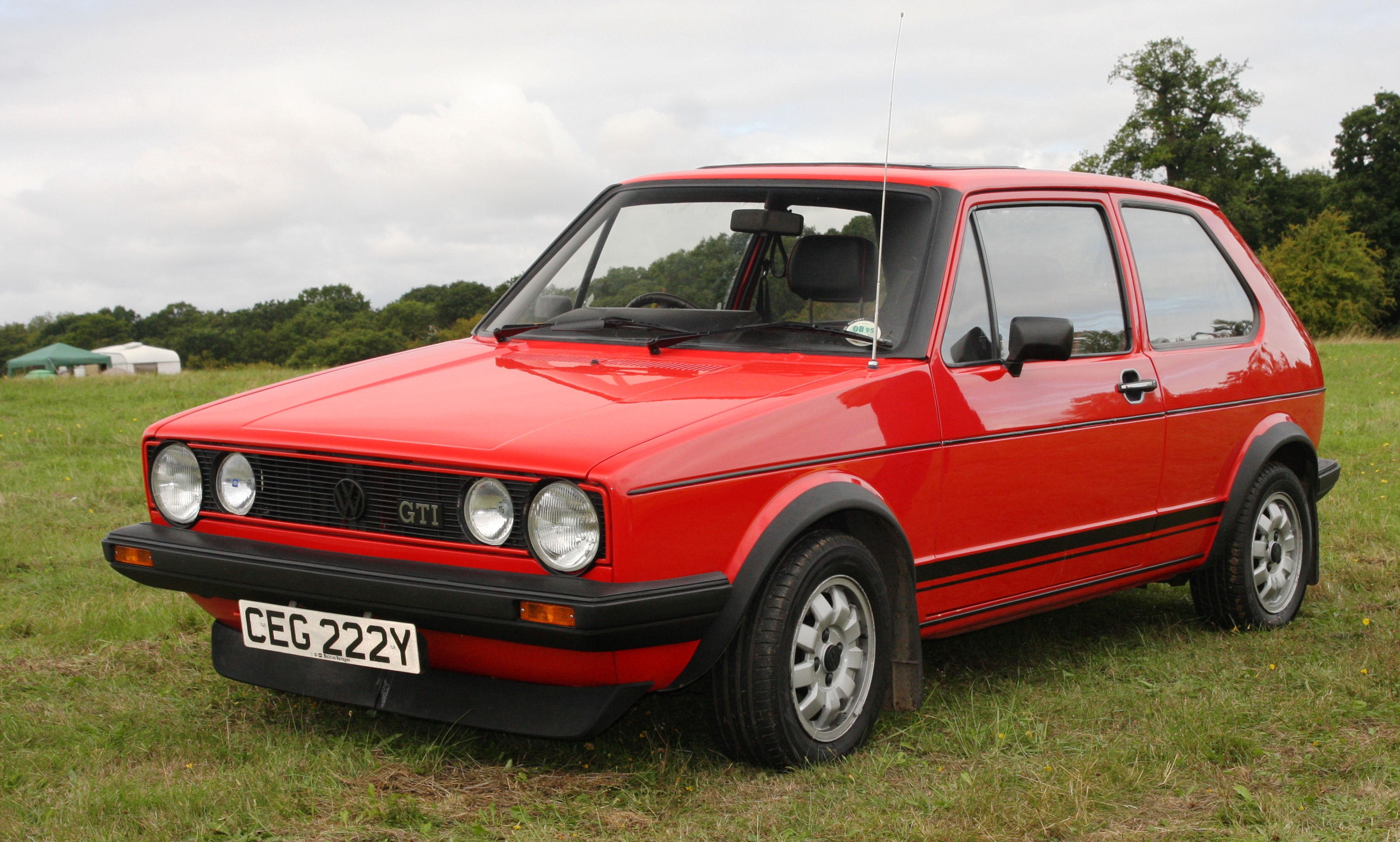
VW Golf I GTI

Перше покоління Volkswagen Golf GTI представлене у 1976 році. Під капотом автомобіля стояв рядний чотирьохциліндровий бензиновий двигун EG I4 об'ємом 1.6 л потужныстю 110 к.с. з системою механічного упорскування, розроблена інженерами Audi під керівництвом Фердинанда Піха для моделі Audi 80 GTE. Максимальна швидкість становить 182 км/год, розгін від 0 до 100 км/год становить 9,2 с.
В 1982 році на заміну 1,6 л двигуну прийшов 1,8 л DX I4 потужністю 112 к.с.
Спочатку планувалося випустити обмежену серію всього з п'яти тисяч екземплярів, але реальні продажі обчислювалися іншими порядками.

### Двигуни
- 1.6L EG I4 (BSE) 110 к.с.
- 1.8L DX I4 112 к.с.

## Друге покоління (1984–1991)

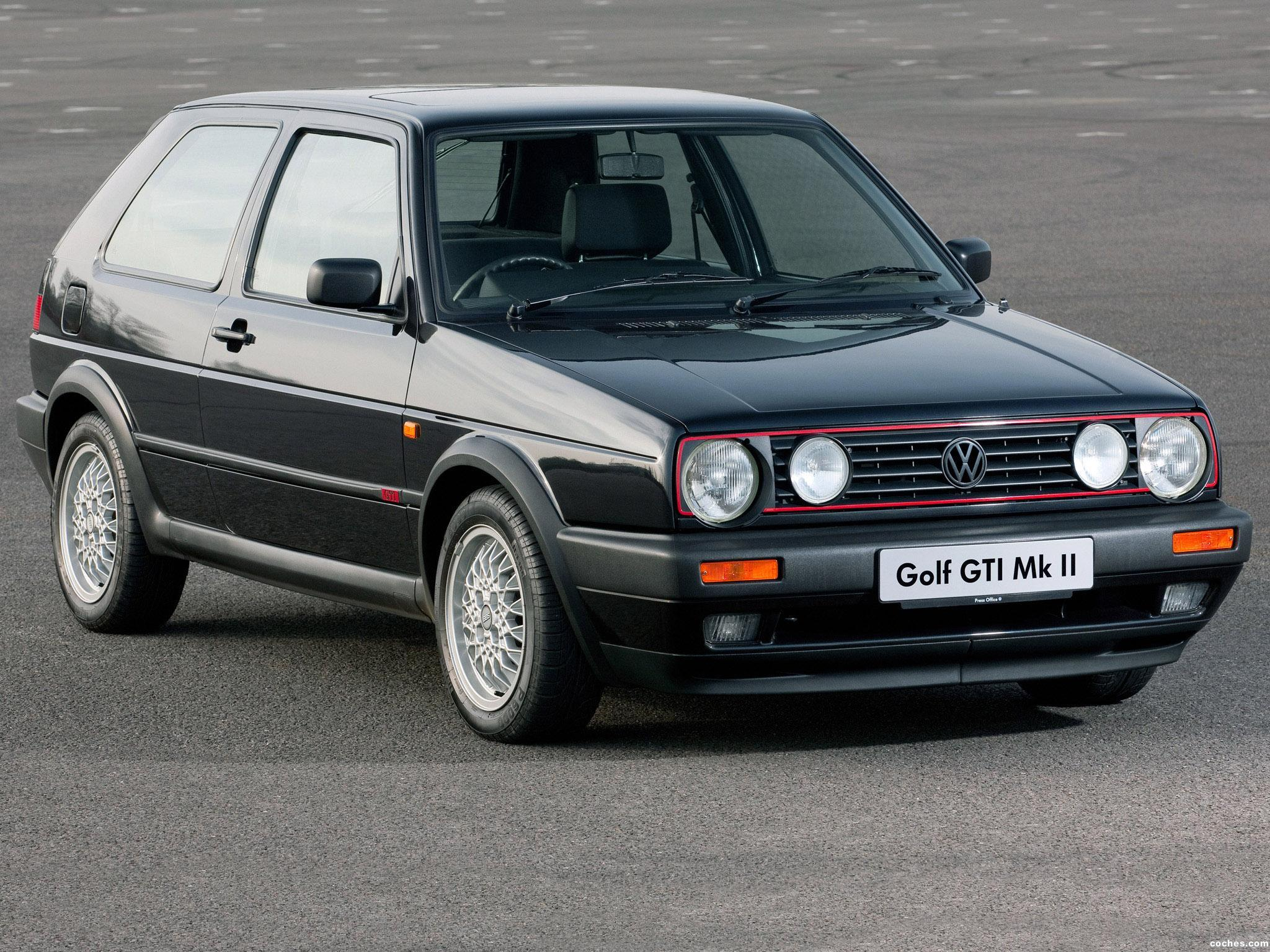
VW Golf II GTI

Друге покоління вийшло на ринок в 1984 році. Новий двигун об'ємом 1,8 л EA827 I4 розвивав 112 к.с. Збільшена маса погіршила розгінну динаміку: 0-100 км/год — за 9,7 с. Хоча максимальна швидкість зросла до 186 км/год. В 1985 році хетчбек отримав новий 139-сильний двигун 1,8 л EA827 I4 DOHC 16V і АБС, динаміка розгону 0-100 км/год тепер становила 8,5 с.
В 1990 році на базі GTI вийшла модифікація GTI G60 з 160-сильним двигуном 1.8 л G60 I4 з компресором. Обмежена версія Golf Limited отримала 210 к.с.
Останній рік виробництва ознаменувався випуском мільйонної версії GTI.

### Двигуни
- 1.8L EA827 I4 112 к.с.
- 1.8L EA827 I4 DOHC 16V 139 к.с.

## Третє покоління (1991–1998)

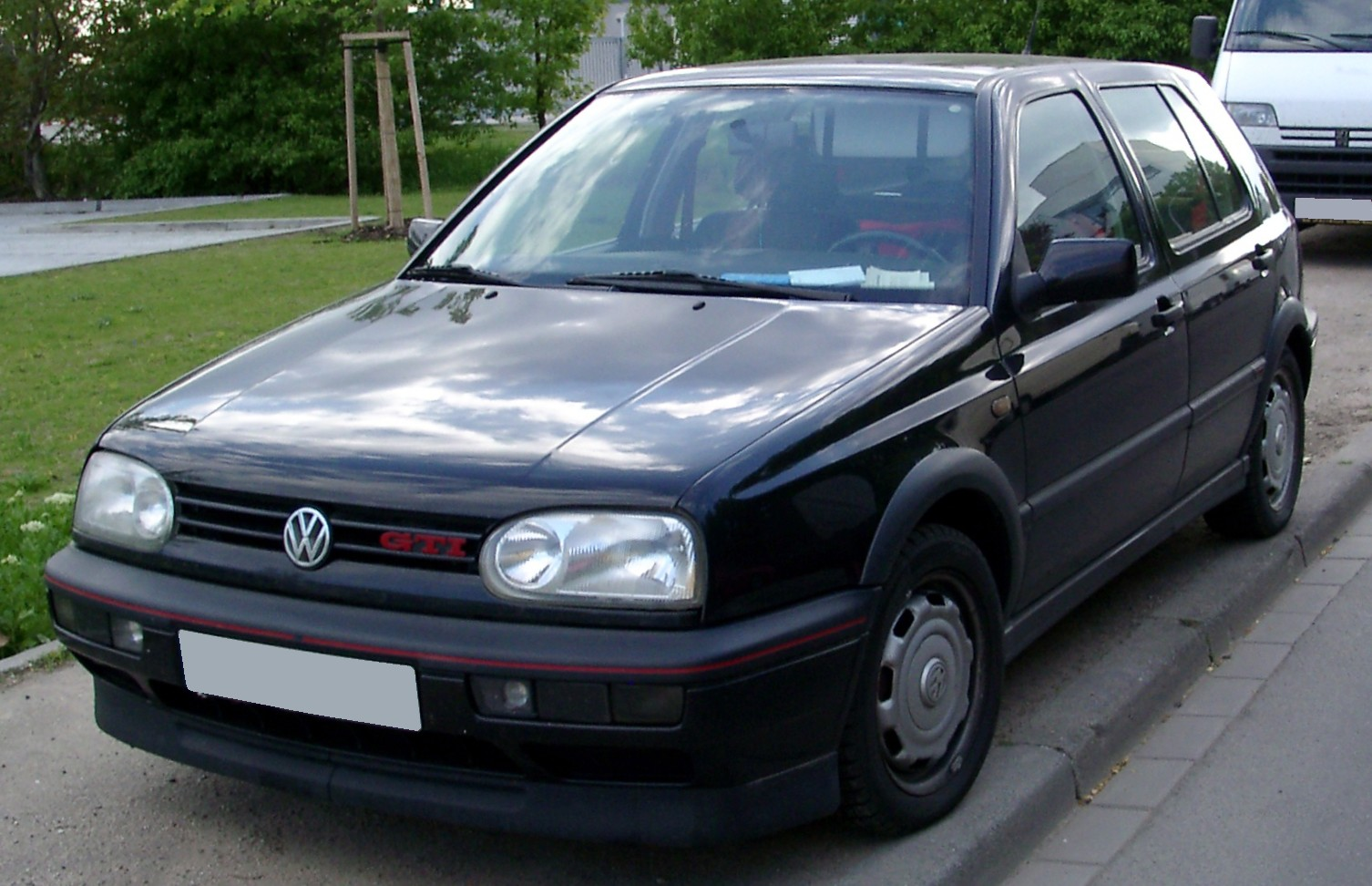
VW Golf III GTI

Третій Golf GTI (1991–1998) спочатку не міг похвалитися видатними показниками. З двигуна 2,0 л 2E/ABA/ADY/AGG I4 були зняті скромні 115 к.с., автомобіль розганявся від 0 до 100 км/год за 10,4 с. Але через пару років перехід на 16-клапанну схему дозволив збільшити віддачу двигуна 2.0 л ABF 16v I4 до 150 к.с. З таким двигуном машина розвивала 215 км/год і розганялась від 0 до 100 км/год за 8,7 с. Всі автомобілі комплектувалися виключно 5-ст. механічною КПП

### Двигуни
- 2.0L 2E/ABA/ADY/AGG I4 116 к.с.
- 2.0L ABF 16V I4 150 к.с.

## Четверте покоління (1997–2004)

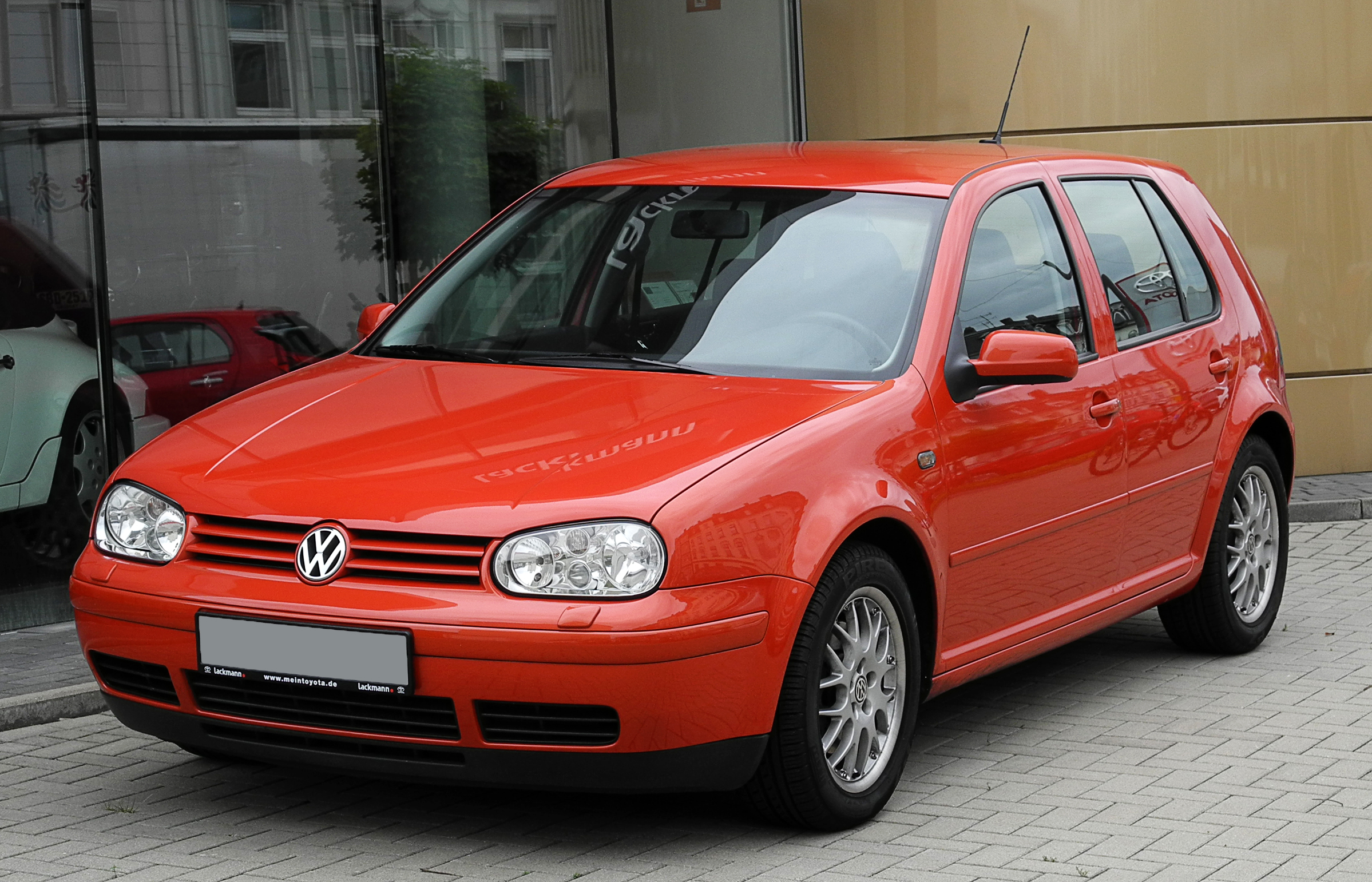
VW Golf IV GTI

У четвертому поколінні (1997–2004) поняття GTI виродилося в позначення комплектації. Golf GTI міг бути 115 — і 125-сильним (з атмосферними двигунами 2,0 л EA827 I4 та 1,8 л EA113 20v I4), а з турбонадувом — 150 (1,8 л EA113 20v turbo I4, 1998–2002) — і навіть 180-сильним (2001–2004). Був навіть дизельний GTI 1,9 л (110, 115, 130 і 150 к.с.). Середньоарифметичний 150-сильний GTI витрачав на розгін від 0 до 100 км/год 8,0 секунд і розвивав 216 км/год. В залежності від двигуна автомобілі комплектувались 5-ст. або 6-ст. механічними КПП

## П'яте покоління (2005–2008)

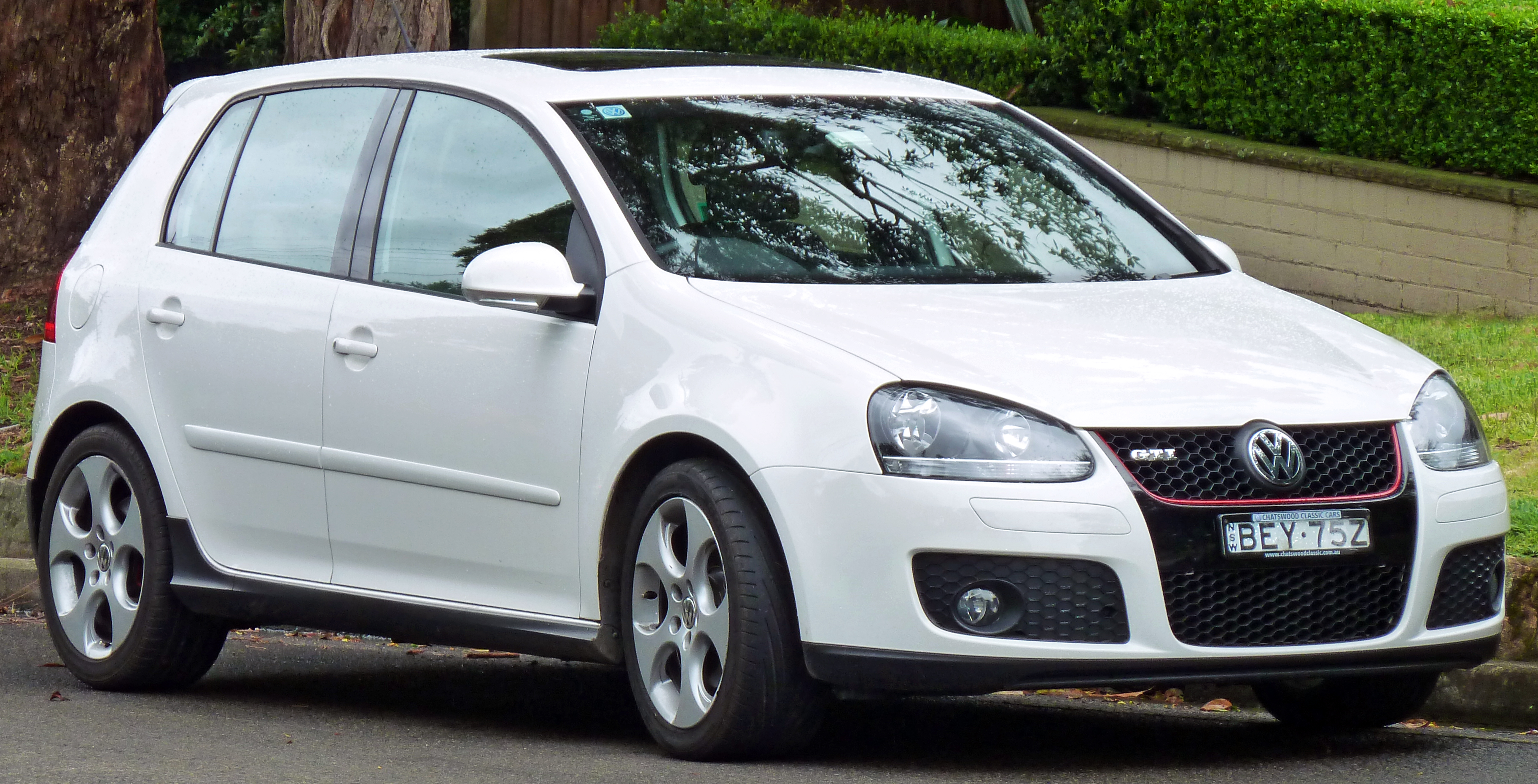
VW Golf V GTI

П'яте покоління Golf GTI представлене в 2005 році.
Автомобіль оснащався двигуном TFSI об'ємом 2,0 літри з турбонадувом і потужністю 200 к.с. (280 Нм) сімейства EA113. На вибір пропонувалися шестиступінчаста МКПП або шестидіапазонний «робот» DSG з двома зчепленнями. У першому випадку хетчбек досягав 100 км/год за 7,2 с і розвивав 235 км/год, а в другому — за 6,9 с при максимальних 233 км/год.
Крім звичайної версії були доступні ексклюзивні версії: Golf GTI Edition 30 зі збільшеною до 230 к.с. потужністю (з 2006 року) і Golf GTI Pirelli.

### GTI W12 650

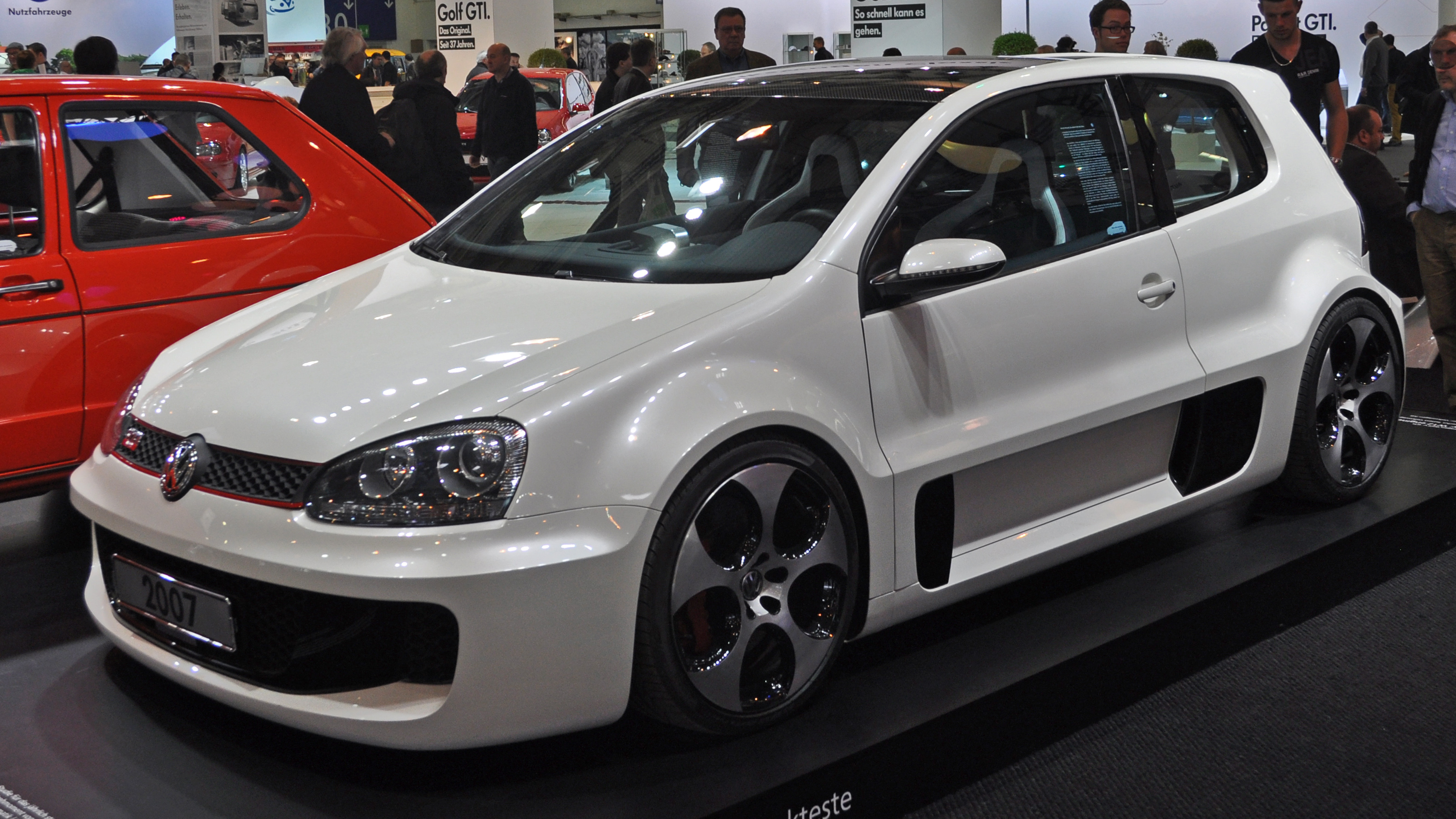
VW Golf GTI W12 650

Навесні 2007 року представлений шоу-кар VW Golf GTI W12 650 з двигуном W12, який розташований ззаду і розвиває потужність 650 к.с. (478 кВт), розгін від 0 до 100 км/год становить 3,7 с, максимальна швидкість автомобіля становить 325 км/год. Автомобіль в серійне виробництво не пішов.

### Двигуни
- 2.0l TFSI AXX/BWA/BPY/CAWB I4 200 к.с. 280 Нм
- 2.0l TFSI BYD I4 230 к.с. 300 Нм (GTI „Edition 30“)
- 2.0l TFSI I4 240 к.с. 330 Нм (GTI „Limited Edition 240“)

## Шосте покоління (2009–2014)

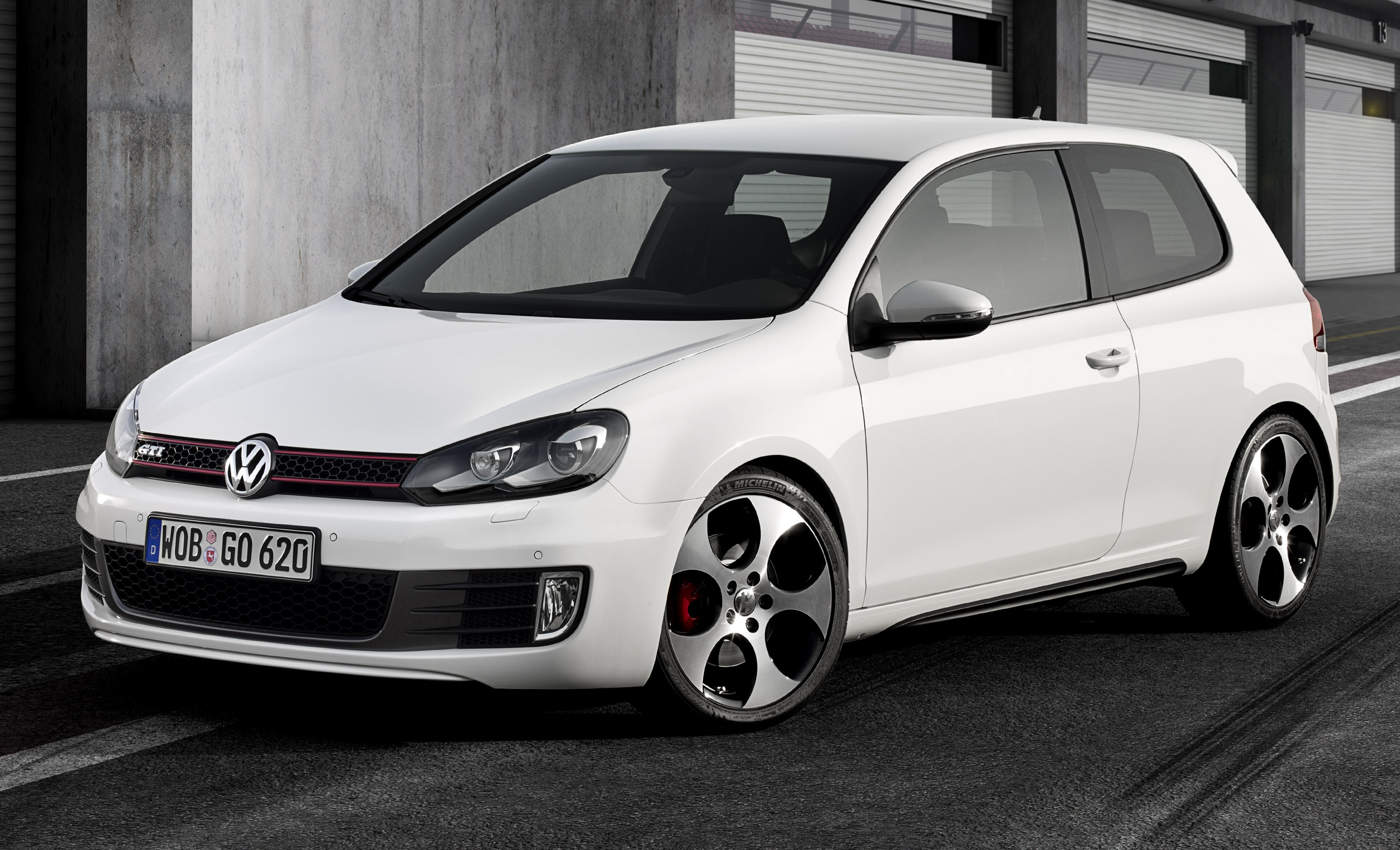
VW Golf VI GTI

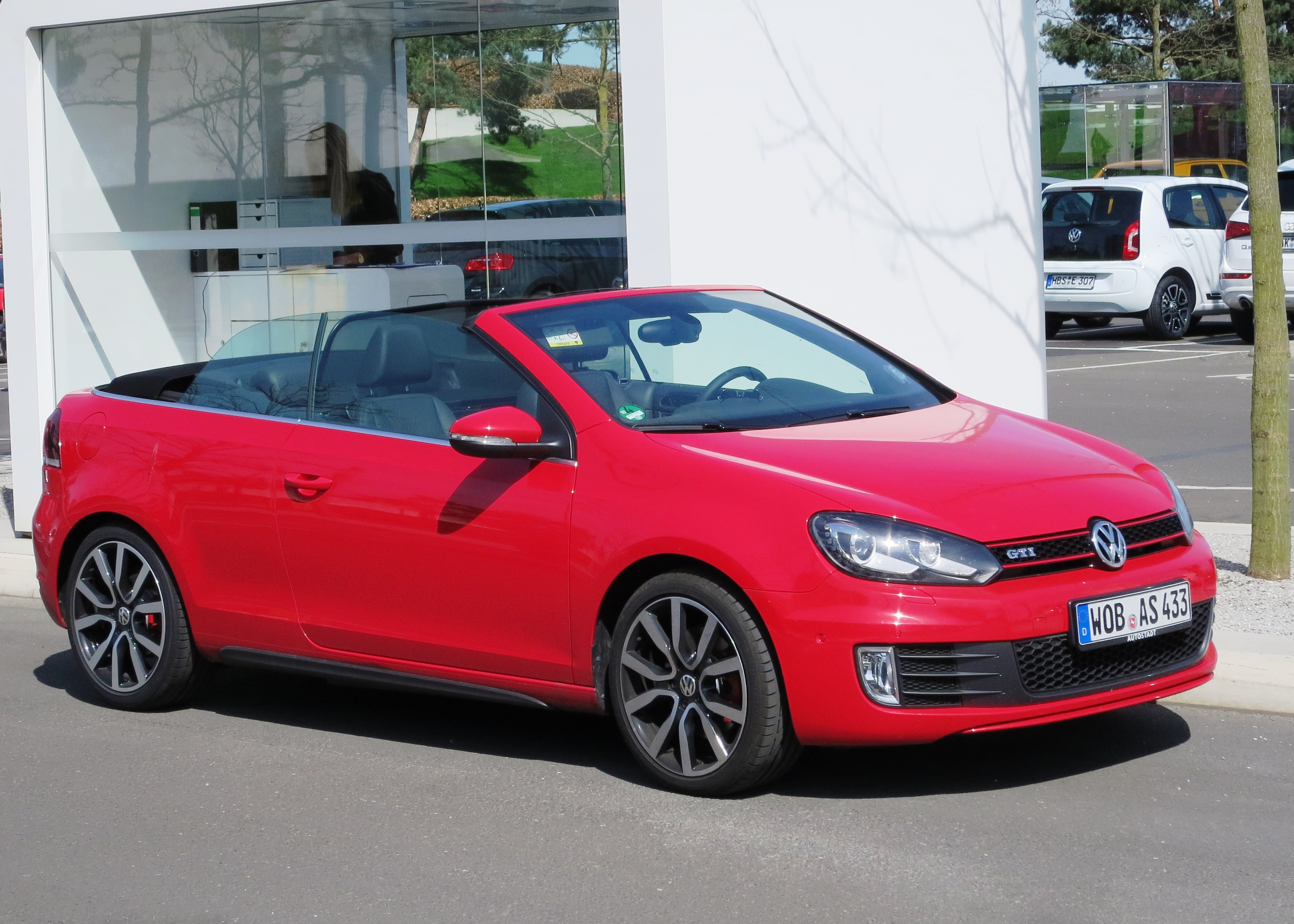
VW Golf VI GTI Cabriolet

Golf GTI шостого покоління дебютував на Паризькому мотор-шоу у вересні 2008 року, в продаж надійшов в 2009 році. Golf GTI знову отримав двигун, розроблений спеціалістами компанії Audi: 210-сильний чотирьохциліндровий 2.0 л серії EA888 (280 Нм) з турбокомпресором BorgWarner K03 і безпосереднім уприскуванням палива. Версія з шестиступінчастою МКПП розганяється до 100 км/год за 7,2 с, а з роботиззованою DSG — за 6,9 с. Максимальна швидкість становить 238 км/год. Випуск автомобіля налагоджено на заводі в Вольфсбурзі.
З літа 2011 року представлена ексклюзивна версія GTI Edition 35 присвячена 35-річчю моделі GTI. Ця модель має на 25 к.с. більше потужності і на 20 Нм більше крутного моменту, ніж звичайний GTI, таким чином, потужність становить 235 к.с. і крутний момент 300 Нм.
В квітні 2012 року представлено модель GTI в кузові кабріолет з 2,0 л бензиновим двигуном потужністю 210 к.с. і 6-ст. МКПП.

### Двигуни
- 2.0l VW EA888 I4 211 к.с. 280 Нм
- 2.0l VW EA113 I4 235 к.с. 300 Нм (GTI „Edition 35“)

## Сьоме покоління (2013-2019)

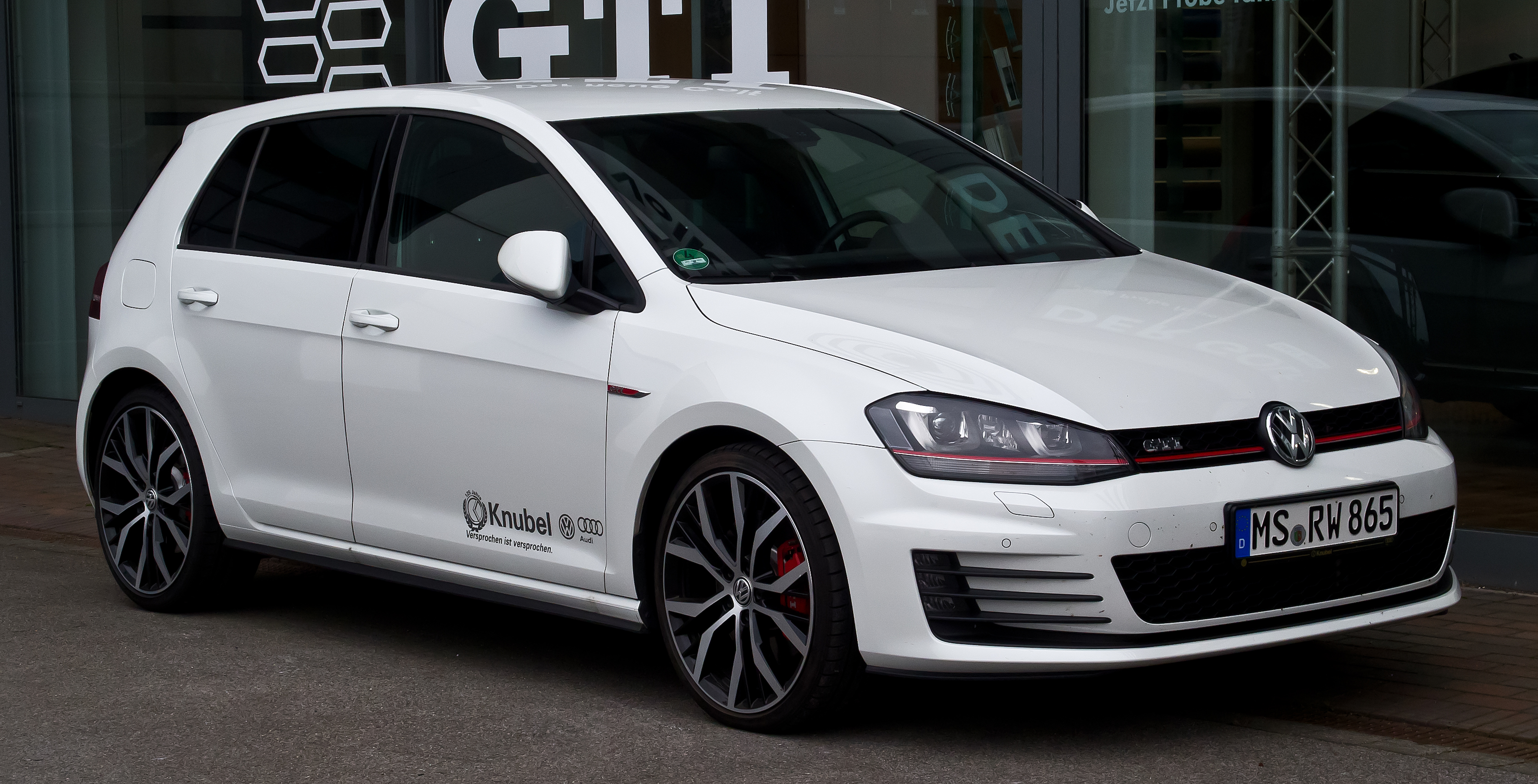
VW Golf VII GTI

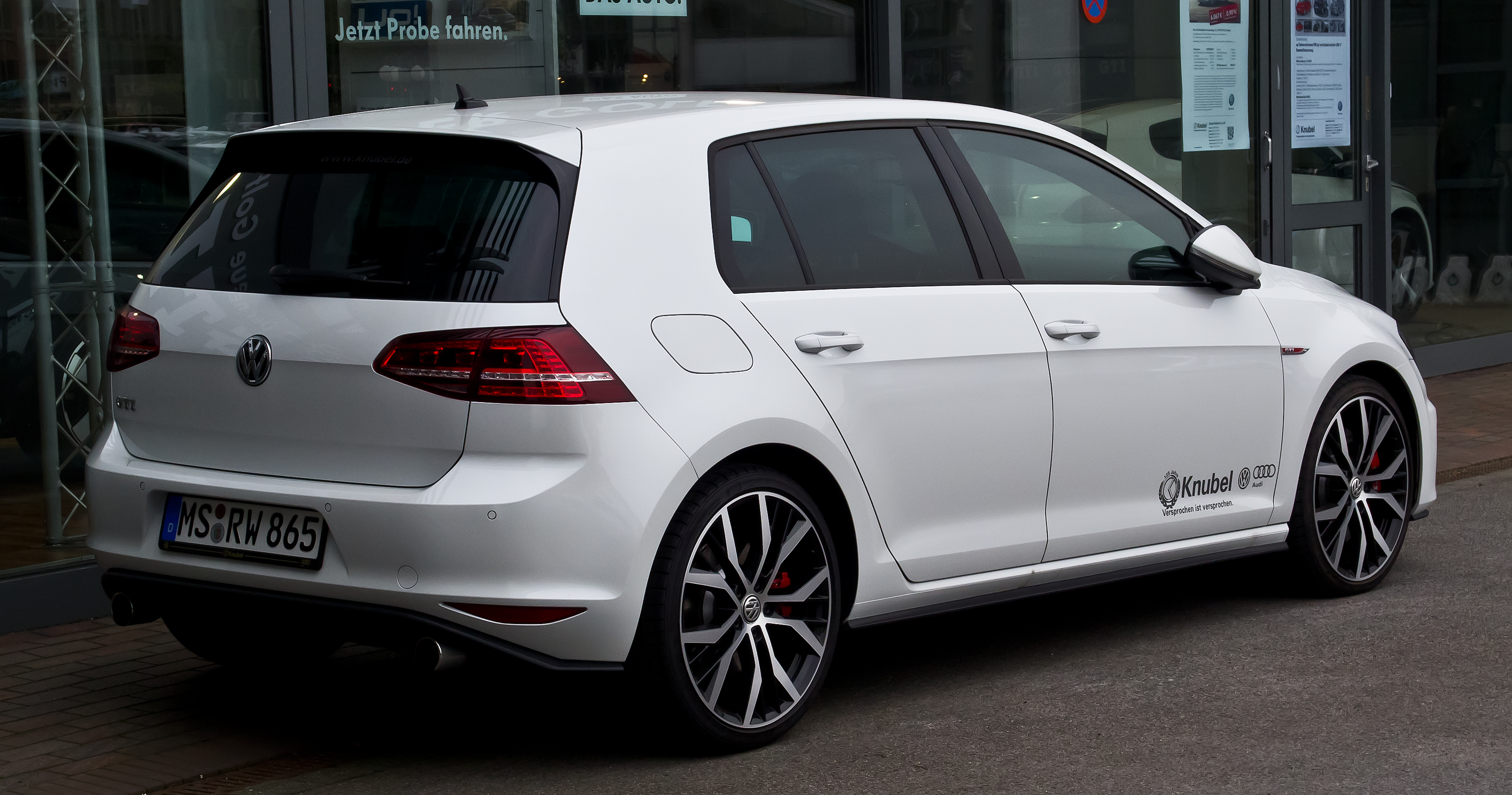
VW Golf VII GTI

Volkswagen Golf GTI сьомого покоління дебютував на Паризькому мотор-шоу у вересні 2012 року. Продажі автомобіля почалися в березні 2013 року. GTI 7 є легшим за попередника на 90 кг. Новий турбомотор 2,0 л EA888 розвиває потужність 220 сил та 350 Нм Нм крутного моменту, що працює з 6ст. «механікою», так і або 6 ст. «роботом» DSG. Крім того здійснюється виробництво більш потужної версії GTI «Performance» потужністю 230 к.с. шляхом підвищення робочого тиску турбокомпресора, підвіска отримала менш податливі пружини і амортизатори, а замість електронної імітації блокування диференціала на хетчбек встановлено механічний самоблокуючий диференціал.
У 2017 році була представлена оновлена версія сьомого покоління. А вже на 2019 рік планується випуск восьмого покоління. Як і зазвичай GTI базується на стандартній для Golf платформі – MQB. Значних змін у зовнішності не відбулось, тим не менше, посвіжіли передній бампер, решітка радіатора та патрубки вихлопної системи. Крім того, фари нових моделей тепер повністю світлодіодні. Інтер’єр може похвалитись 12.3-дюймовим дисплеєм, який прийшов на зміну традиційної приладової групи. Інформаційно-розважальна система отримала 9.2-дюймовий монітор. Підвищилась якість оздоблювальних матеріалів. Новенький Volkswagen Golf GTI доступний з двома бензиновими двигунами. 2.0-літровий чотирициліндровий TSI пропонує 230 кінських сил. Зі стандартною шестиступінчастою механічною коробкою розгін відбувається за 6.4 секунд. Витрата пального становить 6.4 л/100км у змішаному циклі. Максимальна швидкість обмежується 250 км/год. З опційною автоматичною коробкою DSG на шість передач показники розгону та витрати не змінюються, але максимальна швидкість зменшується до 248 км/год. Ще один 2.0-літровий чотирициліндровий двигун пропонує 245 конячок. З ним та шестиступінчастою механічною коробкою розгін відбувається за 6.2 секунд. Витрата пального перебуває на рівні 6.6 л/100км.

### Двигуни
- 2.0l VW EA888 Gen.3 I4 220 к.с. 350 Нм
- 2.0l VW EA888 Gen.3 I4 230 к.с. 350 Нм
- 2.0l VW EA888 Gen.3 I4 245 к.с. 370 Нм (GTI „Performance“)
- 2.0l VW EA888 Gen.3 I4 265 к.с. 350 Нм (GTI „Clubsport“)
- 2.0l VW EA888 Gen.3 I4 310 к.с. 380 Нм (GTI „Clubsport S“)
- 2.0l VW EA888 Gen.3 I4 290 к.с. 370 Нм (GTI TCR)

## Восьме покоління (з 2020)

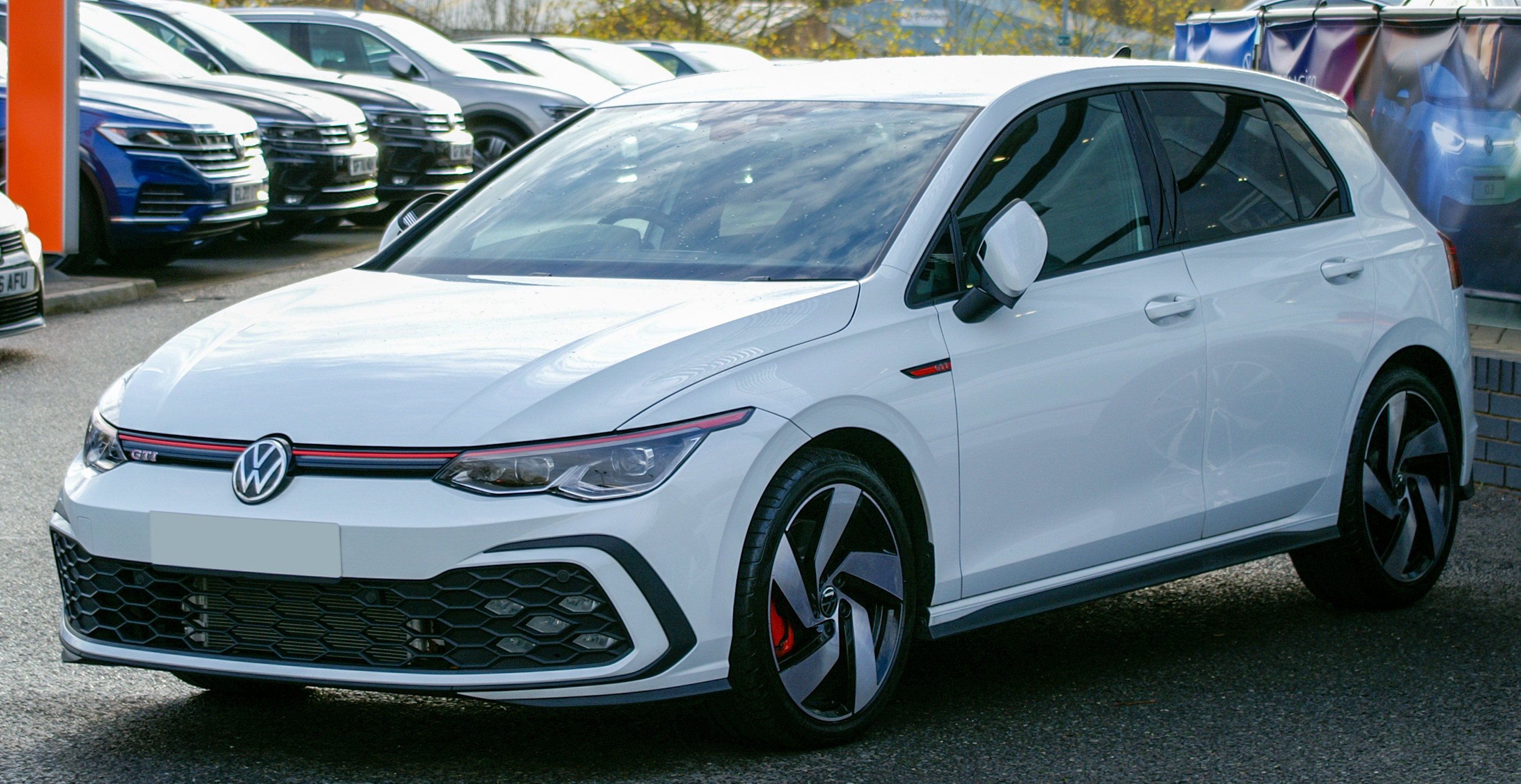
Volkswagen Golf 8 GTi

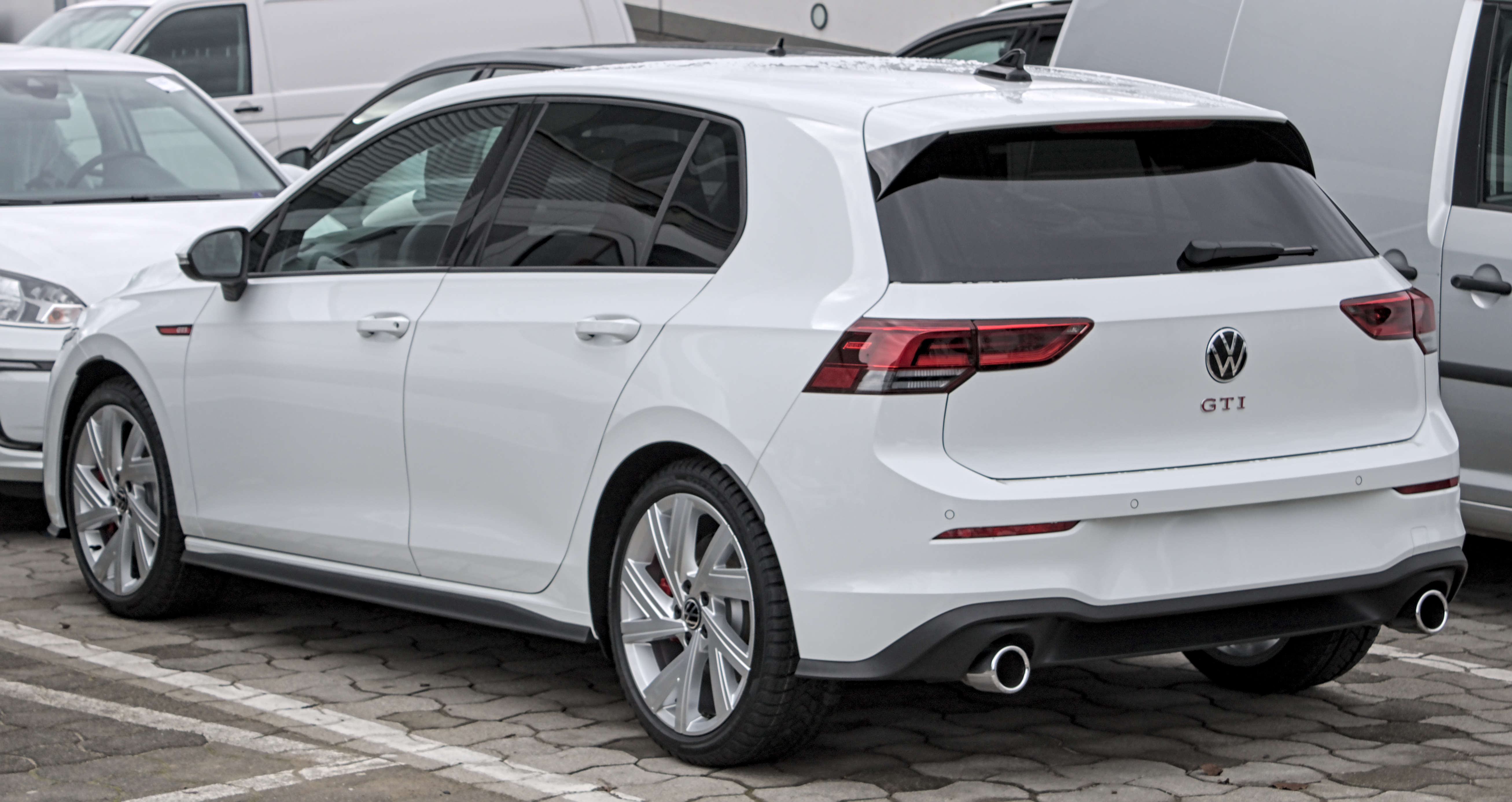

Golf GTI восьмого покоління оснащений 2,0-літровим бензиновим двигуном з безпосереднім уприскуванням з турбонаддувом (TSI), що виробляє 245 к.с. (180 кВт) і 370 Нм. Кузов майже ідентичний GTE, проте GTI обладнаний різними колесами, значками та червоними решітками радіатора. Задній бампер має подвійні випускні вихлопи. Vehicle Dynamics Manager дозволяє більше регулювати адаптивні амортизатори підвіски, тоді як індивідуальна настройка приєднується до інших режимів водіння. Підвіска опущена на 15 мм (0,6 дюйма). Всередині стандартна оббивка в плед, з додатковими червоними акцентами на сидіннях та кермі. 17-дюймові колеса будуть стандартними в Європі, а додаткові 18-дюймові та 19-дюймові колеса.
В 2023 році з'явилась версія Golf GTI 40th Anniversary Edition для США. Вона знаменує ювілей продажу моделі на американському ринку.

### Двигуни
- 2.0l VW EA888 Gen.4 I4 245 к.с. 370 Нм
- 2.0l VW EA888 Gen.4 I4 300 к.с. 400 Нм (GTI „Clubsport“)

## Зноски
1. ↑  VW Golf GTI I 1976–1983 [Архівовано 3 грудня 2013 у Wayback Machine.] 30.11.2013 (нім.)
2. ↑  VW Golf GTI II 1984–1991 [Архівовано 3 грудня 2013 у Wayback Machine.] 30.11.2013 (нім.)
3. ↑  VW Golf GTI III 1991–1998 [Архівовано 3 грудня 2013 у Wayback Machine.] 30.11.2013 (нім.)
4. ↑  VW Golf GTI IV 1998–2004 [Архівовано 3 грудня 2013 у Wayback Machine.] 30.11.2013 (нім.)
5. ↑  VW Golf GTI V 2005–2008 [Архівовано 3 грудня 2013 у Wayback Machine.] 30.11.2013 (нім.)
6. 1 2  VW GOLF GTI W12-650/GTI PIRELLI [Архівовано 3 грудня 2013 у Wayback Machine.] 30.11.2013 (нім.)
7. ↑  VW Golf GTI VI seit 2009 [Архівовано 3 грудня 2013 у Wayback Machine.] 30.11.2013 (нім.)
8. ↑  VW Golf GTI VII seit 2013 [Архівовано 3 грудня 2013 у Wayback Machine.] 30.11.2013 (нім.)
9. ↑  Volkswagen Golf VIII вышел в трёх спортивных версиях. Volkswagen Drive. 27 лютого 2020. Архів оригіналу за 23 січня 2021. Процитовано 3 січня 2021.
10. ↑  Як ми тестували Volkswagen Golf GTI 2023 року. Automoto.ua. AutoMoto.ua (укр.). Процитовано 16 січня 2023.